# Armando Matteo
Armando Matteo (* 21. September 1970 in Catanzaro) ist ein italienischer römisch-katholischer Geistlicher, Theologe und Kurienbeamter.

## Leben
Armando Matteo empfing am 20. Dezember 1997 das Sakrament der Priesterweihe für das Erzbistum Catanzaro-Squillace. Nach einigen Jahren Tätigkeit in der Pfarrseelsorge erwarb Matteo an der Katholischen Universität vom Heiligen Herzen in Mailand einen Abschluss im Fach Philosophie. 2007 wurde er an der Päpstlichen Universität Gregoriana in Rom bei Elmar Salmann OSB mit der Arbeit Presenza infranta. Il destino del cristianesimo dopo la fine della cristianità (J.-L. Marion, R. Girard, M. De Certeau) („Zerbrochene Anwesenheit. Das Schicksal des Christentums nach dem Ende des Christentums“) zum Doktor der Theologie promoviert.
Von 2005 bis 2011 war Armando Matteo als Kirchlicher Assistent der Federazione Universitaria Cattolica Italiana (FUCI) tätig. 2012 wurde er Kirchlicher Berater der Associazione Italiana Maestri Cattolici (AIMC). Zudem ist Matteo außerordentlicher Professor für Fundamentaltheologie an der Päpstlichen Universität Urbaniana in Rom und seit 2019 Direktor des Urbaniana University Journal.
Am 12. April 2021 ernannte ihn Papst Franziskus zum beigeordneten Untersekretär der Kongregation für die Glaubenslehre.
Am 23. April 2022 ernannte ihn Papst Franziskus zum Sekretär der Kongregation für die Glaubenslehre für deren Lehrabteilung, ohne ihn in den Bischofsrang zu erheben.
Am 23. Januar 2024 ernannte ihn der Papst zusätzlich zum Konsultor des Dikasteriums zur Förderung der Einheit der Christen.

## Schriften (Auswahl)
- Come forestieri: perché il cristianesimo è divenuto estraneo agli uomini e alle donne del nostro tempo (= Problemi aperti. Band 118). Rubbettino Editore, Soveria Mannelli 2008, ISBN 978-88-498-2187-1 (italienisch).
- La fuga delle quarantenni. Il difficile rapporto delle donne con la Chiesa (= Problemi aperti. Band 166). Rubbettino Editore, Soveria Mannelli 2012, ISBN 978-88-498-3221-1 (italienisch).
- Nel nome del Dio sconosciuto. La provocazione di Gesù a credenti e non credenti (= Cortile dei Gentili. Band 2). Edizioni Messaggero Padova, Padua 2012, ISBN 978-88-250-1869-1 (italienisch).
- La prima generazione incredula: il difficile rapporto tra i giovani e la fede (= Problemi aperti. Band 214). Rubbettino Editore, Soveria Mannelli 2017, ISBN 978-88-498-5150-2 (italienisch).
- Il Dio mite: una teologia per il nostro tempo (= L’abside. Band 76). Edizioni San Paolo, Cinisello Balsamo 2017, ISBN 978-88-922106-6-0 (italienisch).
- Il postmoderno spiegato ai cattolici e ai loro parroci: prima lezione di teologia urbana (= Percorsi di teologia urbana). Edizioni Messaggero Padova, Padua 2018, ISBN 978-88-250-4636-6 (italienisch).
- Evviva la teologia: la scienza divina. Edizioni San Paolo, Cinisello Balsamo 2020, ISBN 978-88-922227-2-4 (italienisch).